# Sebastiano Mazzoni

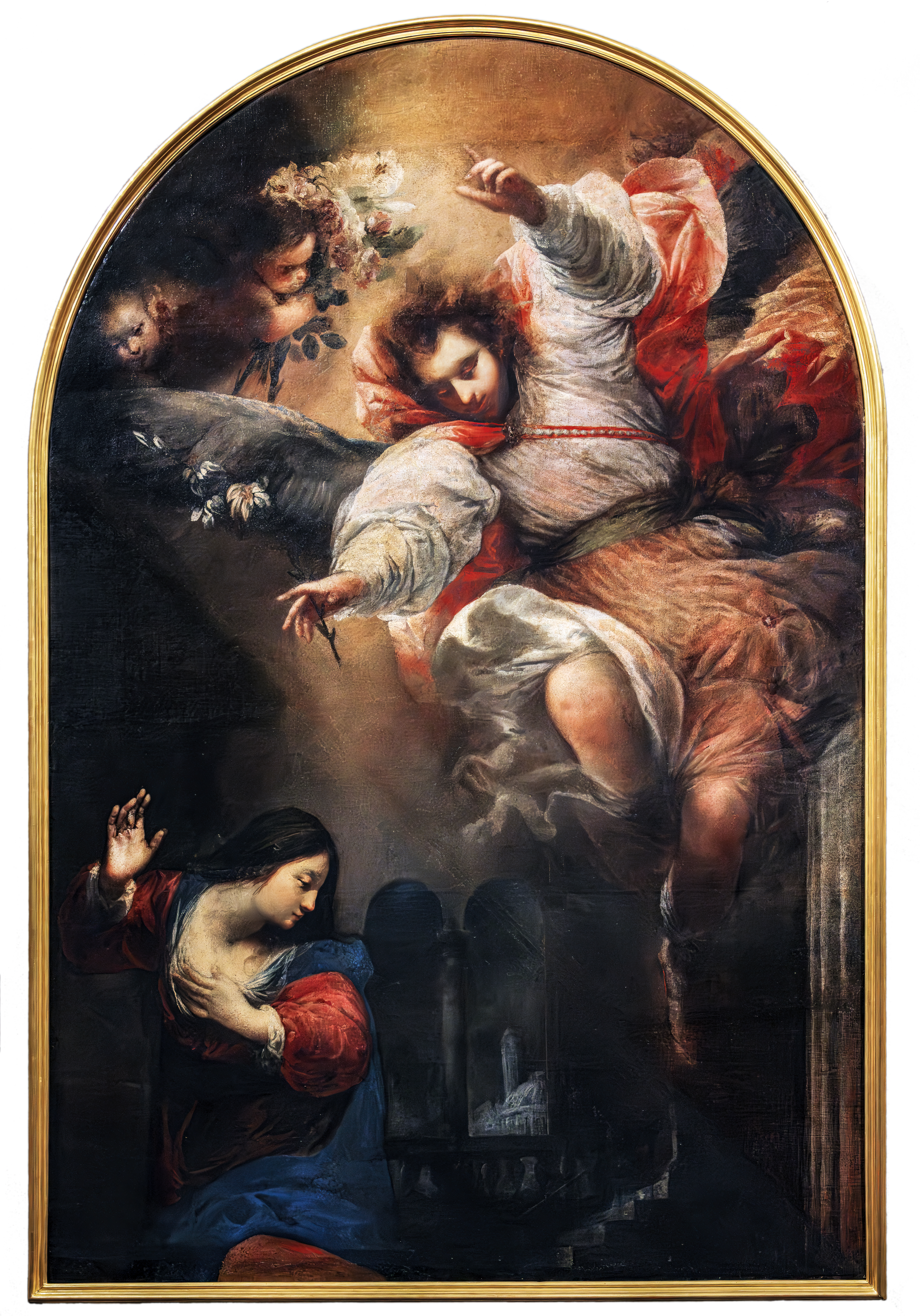
Annunciazione, Gallerie dell'Accademia

Sebastiano Mazzoni (Firenze, 1611 – Venezia, 22 aprile 1678) è stato un pittore, poeta e architetto italiano, è stato uno dei più prolifici artisti della pittura veneziana del Seicento.

## Biografia
Arrivò a Venezia nel 1648 dopo un'educazione fiorentina sulla scia dei pittori riformati, anche se la cultura accademica dei suoi concittadini mal si adattava al suo temperamento estroso ed insofferente.
Alla sua attività di pittore unì anche quella di architetto e poeta. Fu proprio la sua poesia, caratterizzata dalla stessa libertà compositiva del pittore, («versi che pungono» avrà occasione di dire Tommaso Temanza) «che lo costrinse(ro) a lasciare Firenze precipitosamente)». Nel Catalogo della mostra di Udine del 1968, a proposito della sua opera La Madonna col Bambino, San Giacomo Maggiore e l'Evangelista Marco, si parla dell'«impaginazione libera e spregiudicata, in contrasto con gli schemi della tradizione accademica, giocando su ritmi contrapposti e arditi sottinsù». Per l'apprendistato toscano si parla di Francesco Furini e Cecco Bravo nonché del suo avvicinamento allo Strozzi e al Giordano
E isolata resta anche la sua pittura nell'ambiente che lo accolse.
Dipinge stendendo il colore in velature sottili, ottenendo straordinari effetti di trasparenza che sembrano anticipare finezze tipiche del Settecento, e tutte le sue composizioni sono dominate da un movimento e da una tensione incalzanti.
La sua personalità, sprofondata nell'assoluta dimenticanza per oltre due secoli, è stata solo recentemente riscoperta e rivalutata, occupando un posto importante nel'ambito piuttosto conservatore della pittura veneziana in quel periodo.